# Stenochironomus watsoni
Stenochironomus watsoni är en tvåvingeart som beskrevs av Freeman 1961. Stenochironomus watsoni ingår i släktet Stenochironomus och familjen fjädermyggor. Inga underarter finns listade i Catalogue of Life.